# Mira Sorvino
Mira Katherine Sorvino (n. 28 septembrie 1967, New York City, New York, SUA) este o actriță americană. A câștigat un Premiu Oscar și un Glob de Aur pentru rolul ei din Chemarea Afroditei (1995), în regia lui Woody Allen. A mai jucat în filme precum Romy and Michele's High School Reunion (1997), Mimic (1997), The Replacement Killers (1998), Summer of Sam (1999) și Like Dandelion Dust (2009). A mai fost nominalizată la Globurile de Aur pentru interpretarea lui Marilyn Monroe din filmul  Norma Jean & Marilyn (1996), precum și pentru interpretarea lui Kate din Trafic uman (2005). A interpretat rolul jurnalistei Kate Davis în filmul Leningrad din 2009.

## Viața timpurie
S-a născut la New York. Mama sa, Lorraine Ruth Davis, este o fostă actriță și doctoriță; tatăl, Paul Sorvino, este actor și regizor. Are un frate și o soră, Michael și Amanda. Sorvino are origini italiene din partea tatălui.
A copilărit în Tenafly, New Jersey, jucând în piese de teatru organizate de Școala Dwight-Englewood.